# Cyrtandra muluensis
Cyrtandra muluensis är en tvåhjärtbladig växtart som beskrevs av Brian Laurence Burtt. Cyrtandra muluensis ingår i släktet Cyrtandra och familjen Gesneriaceae. Inga underarter finns listade i Catalogue of Life.